# Коралина
«Коралина» (англ. Coraline) — детская повесть, написанная в 2002 году английским писателем-фантастом Нилом Гейманом. На русском языке повесть впервые была опубликована в 2005 году. Книга получила ряд престижных премий: премию Небьюла за лучшую повесть, премию Хьюго за лучшую повесть, премию Брэма Стокера для молодых читателей, премию Локус за лучшую повесть для подростков. В 2009 году по повести был снят мультипликационный фильм, в России вышедший в прокате под названием «Коралина в Стране Кошмаров».
Обложку к первому изданию нарисовал британский иллюстратор Дэйв МакКин.

## Сюжет
Коралина вместе с папой и мамой переезжает в старый дом, где всего несколько квартир. В один из дождливых дней, когда Коралине запрещают гулять в саду, она находит запертую дверь в одной из комнат. Мама отпирает для неё дверь, но за ней оказывается только кирпичная стена. Мама предполагает, что раньше здесь был проход, а когда дом разделили на квартиры, его заделали. Один из соседей Коралины, старик, который живёт на мансарде и дрессирует мышей для мышиного цирка, неожиданно сообщает Коралине, что мыши просят её не открывать дверь. Соседи с первого этажа, бывшие актрисы мисс Спинк и мисс Форсибл, гадают девочке на чаинках и соглашаются, что Коралине грозит страшная опасность. На всякий случай они дают ей амулет куриного бога. Ночью Коралине не даёт уснуть странный звук, а потом она замечает тень, скользнувшую за дверь с кирпичами.
Спустя время, когда родители оставляют девочку одну дома, Коралина от скуки берёт ключ от запертой двери и, открыв её, неожиданно видит, что кирпичи исчезли. Она проходит через тёмный коридор и оказывается в точно такой же квартире, где встречает других родителей: другая мама и другой папа выглядят так же, как настоящие, но вместо глаз у них пришиты пуговицы. Они говорят Коралине, что любят её и что они очень рады, что она наконец-то пришла. В этом другом мире всё оказывается лучше, чем в настоящем: другие родители кормят её вкусным обедом, другой папа всегда готов играть с Коралиной, а в её комнате находится ящик с удивительными игрушками. Также в этой комнате она встречается с другим стариком и его талантливыми крысами, что кажется ей странным и неприятным.
Коралина решает осмотреться и выходит на улицу. Там она встречает чёрного кота, которого уже видела раньше в настоящем мире. Кот заговаривает с ней, поясняет, что он не часть этого другого мира, и предупреждает Коралину, чтобы она держалась настороже. Коралина всё равно идёт к другим бывшим актрисам и оказывается на захватывающем театральном представлении. Придя обратно в свою другую квартиру, Коралина вновь встречается с другой мамой. Та ещё раз говорит, как она любит Коралину, и предлагает ей навсегда остаться в другом мире. Единственное, что для этого нужно сделать — пришить Коралине пуговицы вместо глаз; другая мама уверяет, что это «даже не больно». Коралина отказывается и через дверь убегает домой. Но здесь она понимает, что настоящие родители пропали, и ей нужно отправиться в другой мир, чтобы их вернуть.
В другом мире, по совету кота, знающего слабости другой мамы, Коралина предлагает ей поиграть. Другая мама с плохо скрытым азартом соглашается. На кону стоят выбор Коралины между другим миром и настоящим, её родители и души трёх детей, которые когда-то по очереди были обмануты другой мамой и позволили пришить себе пуговицы, а она вместе с глазами украла и заточила их души. С помощью амулета куриного бога Коралина находит цветные мячики — души детей, спрятанные в разных местах дома. В это время кот обнаруживает, что все лазейки из другого мира закрылись, поэтому девочка берёт кота с собой. Коралина решает перехитрить другую маму и говорит, что её родители за дверью в настоящий мир. Когда другая мама открывает дверь ключом, Коралина бросает ей в лицо кота, хватает ключ и сбегает из другого мира с тремя душами детей и снежным шаром, в котором спрятаны её родители. Кот сбегает вместе с ней. Вернувшись в настоящий дом, она закрывает дверь на ключ и обнаруживает настоящих родителей живыми и невредимыми, а на следующую ночь ей снится сон, в котором дети благодарят её и прощаются с ней.
Души детей также говорят, что для Коралины не всё ещё закончено. Коралина просыпается и осознаёт, что рука другой мамы проскользнула через запертую дверь и хочет заполучить ключ, чтобы отпереть её. Рука постоянно следит за Коралиной, и та приводит её к заброшенному колодцу недалеко от дома. Там Коралина накрывает скатертью колодец и устраивает «чаепитие» для кукол. Когда Коралина делает вид, что отвлекается, шпионившая за ней рука прыгает на скатерть и вместе с ключом проваливается в колодец. Закрыв колодец, чтобы в него никто не упал и никто оттуда не вылез, Коралина возвращается домой. Тем временем, лето подходит к концу. На следующий день Коралина должна отправиться в новую школу.

## Оценки
По воспоминаниям Нила Геймана, Другая Мама является самым страшным из когда-либо созданных им персонажей. Она не может вызывать сочувствия (в отличие от Урсулы Монктон из «Океана в конце дороги»), и в ней нет ни капли забавного (как в мистере Крупе и мистере Вандермаре из «Никогде»).

## Адаптации

### Фильм
В 2009 году студией Laika Entertainment был выпущен кукольный мультипликационный фильм. В российском прокате фильм назывался «Коралина в Стране Кошмаров».
Фильм является первым кукольным полнометражным мультфильмом, изначально снятым в 3D. Лучший фильм 2009 года по мнению Американского института кинематографии. Мультфильм был номинирован на премию «Оскар».

### Компьютерная игра
Вместе с выходом фильма в 2009 году вышла одноимённая игра для приставок PlayStation 2, Wii и Nintendo DS.

### Мюзикл
В 2009 году вышел офф-бродвей мюзикл «Коралина», поставленный по мотивам романа.